# Hordeum guatemalense
Hordeum guatemalense là một loài thực vật có hoa trong họ Hòa thảo. Loài này được Bothmer, N.Jacobsen & R.B.Jørg. mô tả khoa học đầu tiên năm 1985.